# 朱光辉
朱光辉，奉天义州（辽宁义县）人，清朝政治人物。
朱光辉曾于1668年接替范念祖任上海县知县一职，1671年由康文长接任。